# Helldorado (jeu vidéo)
Pour les articles homonymes, voir Helldorado (homonymie).
Helldorado est un jeu vidéo de tactique en temps réel développé par Spellbound Entertainment et édité par Viva Media, sorti en 2007 sur Windows.
Il fait suite à Desperados: Wanted Dead or Alive et Western Commandos : La Revanche de Cooper.

## Accueil
| Helldorado    |      |       |
| Média         | Pays | Notes |
| GameSpot      | US   | 45 %  |
| Jeuxvideo.com | FR   | 14/20 |
| Joystick      | FR   | 5/10  |